# Cucullia tanaceti
Cucullia tanaceti là một loài bướm đêm trong họ Noctuidae.